# Victoriano Leguizamón
Victoriano Leguizamón (Concepción, 1922. március 23. – 2007. április 7.) paraguayi labdarúgó+fedezet.